# Arvid Posse
Arvid Rutger Fredriksson Posse (15. února 1820 – 24. dubna 1901) byl premiérem Švédska v letech 1880–1883 a švédským ministrem financí v letech 1880–1881. Byl představitelem a vůdcem agrárnické liberálně-konzervativní strany Lantmanna (Strany rolnického lidu). Byl silným zastáncem principů volného trhu, bojoval proti clům a protekcionismu.

## Životopis
Narodil se ve šlechtické rodině na panství Rosendal v okrese Malmöhus, jako syn hraběte Fredrika Posseho a baronky Magdaleny Charlotty Bennetové. V roce 1835 se zapsal na univerzitu v Lundu, kde v roce 1840 získal právnický titul. Ve stejném roce začal pracovat jako koncipient u odvolacího soudu ve Skåne a Blekinge, později pracoval u okresních soudů a u odvolacího soudu, byl jmenován asistentem okresního soudce, v roce 1846 se stal úředníkem u apelačního soudu, v roce 1847 přísedícím u soudu. V roce 1849 opustil státní službu a přesídlil na zámek Charlottenlund, kde se věnoval zemědělskému hospodaření, podnikání a místní politice. V letech 1865–68 byl předsedou rady hrabství Malmöhus.
Roku 1856 byl prvně zvolen do stavovského sněmu (Riksens ständer), do sněmovny lordů. Zde byl předsedou bankovního výboru (Bankoutskottet). V letech 1862–63 předsedal rozpočtovému výboru (Bevillningsutskottet). Na prvním zasedání druhé komory nově zřízeného parlamentu (Riksdagu) po demokratizační volební reformě, v roce 1867, se stal přirozeným lídrem skupiny poslanců hájících zájmy zemědělců, což z něj v podstatě udělalo vůdce druhé komory, v níž působil až do roku 1881 (za volební obvod Herrestad och Ljunit Hundreds). Z této skupiny poslanců byla posléze vytvořena strana Lantmanna, která s Possem jako vůdcem brzy zaujala opoziční postoj vůči vládě. V letech 1867–75 byl Posse ve druhé komoře předsedou výboru pro vládní záležitosti. V letech 1876–1880 obchodního výboru.
Dne 19. dubna 1880 byl po rezignaci barona Louise De Geera jmenován premiérem. Od 7. prosince 1880 do 8. března 1881 byl též souběžně ministrem financí. Jeho kabinet chystal velkou reformu pozemkových daní a armády, avšak po jejich neprosazení Posse z funkce premiéra 13. června 1883 odstoupil. Poté byl jmenován předsedou správního odvolacího soudu, kterým zůstal až do roku 1889. Zemřel 24. dubna 1901 ve Stockholmu.